# Калинівка (Лубенський район)
Кали́нівка (до 2024 року — Олексі́ївка) —  село в Україні, у Лубенському районі Полтавської області. Населення становить 412 осіб. Входить до складу Гребінківської міської громади.

## Географія
Село Калинівка знаходиться на правому березі річки Гнила Оржиця, вище за течією примикає село Теплівка, нижче за течією примикає село Наталівка, на протилежному березі - село Архемівка. Уздовж річки проведено кілька іригаційних каналів. Поруч проходить автомобільна дорога М03.

## Назва
Село отримало назву на честь засновника Олексія Григоровича Теплова (1763-1826) – сенатора, правителя Харківської губернії Російської імперії.
19 вересня 2024 року Верховна Рада підтримала перейменування села Олексіївка на Калинівка. 26 вересня 2024 року перейменування набуло чинності.

## Історія
Село Олексіївка, як і Наталівка, належало до Теплівської економії, яка була заснована в 1750-х роках Тепловим Григорієм Миколайовичем. Ця економія переходила від одного власника до іншого. Село назване іменем сина його засновника Олексія Григоровича Теплова (1763-1826), сенатора, тайного радника, який в свій час був правителем Харківського намісництва (губернії), а потім -Київського. Він навчався за кордоном і був високоосвіченою людиною, любив музику і сам чудово грав на скрипці.
Цікаві відомості зберігаються в Генеральних описах Малоросії, які проводилися в 1765-1769 роках під керівництвом Малоросійського генерал-губернатора П.О. Рум'янцева (1725-1796). Перепису підлягали не тільки люди, а й їхні господарства (будівлі, скот, земля), та їх прибутки, оскільки метою перепису було належне оподаткування всіх господарств і мешканців Малоросії. Ці описи на деякі села зберігаються нині в Центральному істокричному архіві України (м. Київ); на переважну ж більшість сіл вони втрачені.
Згідно з цим переписом (описом), який проводився в Теплівській економії в 1767 році, у деревні Олексіївці (в той час в Олексіївні не було церкви - тому вона іменувалася деревнею, а не селом) мешкало 324 душі обох статей. Вони поселялися в двох дворах і 40 бездвірних хатах. В описах поняття «двір» уживалося до групи близько одна від другої розташованих хат з господарськими будівлями, мешканці яких мали тісні родинні і господарські зв'язки: батьки і діти, які мали свої сім'ї, брати кожен з яких мав свою сім'ю.
В однім із дворів було 2 хати, а в другому 4 хати. В обох живуть люди козацького звання.
В першому живуть Хатьонки (Хатенки): Іван (36 років), його брат Хома (20 років) з сім'ями і Данило (70 років, мабуть, їхній батько). Всього в 3-х сім'ях налічувалося 17 душ. Крім двох хат вони мали: хлівів - 4, загонів для худоби - 2, комор - 2. В них була худоба: воли робочі - 7, корови - 7, телиці - 2, вівці - 43, свині - 4. Мали і пасіку на 23 «пні». Хатьонки прийшли сюди із Пирятина 6 років тому.
В дворі із 4 хат проживали Снігирі, уродженці с. Гурбинець Пирятинської сотні, козацького звання. Теж мають господарські приміщення, волів, коней, корів, овець.
Без двірні хати теж мали господарські будівлі, так посполиті (звичайні селяни) Мусій (35 років) і Лук'ян (25 років) Худолієнки (Худолії) зі своїми сім'ями (всього їх було 10 душ) мали одну хату, сараї, комори. В них було: волів - 4, биків 3-х літок - 2, корів - 4, телиць - 1, телят - 2, коней - 2, кінського молодняку - 7, овець - 30, свиней - 3. Вони мали одного найманого робітника. Худолієнки прийшли із с. Кулажинець і живуть в Олексіївці 7 років.
Селяни - і козацького звання, і посполиті - працювали на панській землі, вони мов би орендували її у пана. Так Хатьонки на землі площею в 40 днів оранки (площа в один день оранки складала приблизно 0,75 десятини) висівали жита - 4,65 пудів, пшениці - 7,5 пудів ячменю - 6,34 пуда, гречки - стільки ж, овса - 3,75 пуда, проса - 2,3 пуда. Сіна для свого скоту за літо скошували - 180 кіп.
Деякі селяни записали, що вони проживають тут уже 20 років, тобото жили тут до часу заснування села Це треба розуміти так, що вони жили в х. Сурмачівці, яка існувала ще до приїзду Теплова в Малоросію, а з приїздом його сюди була приєднана ним до Теплівської економії, а звідти вони були переселені в створюваний хутір Олексіївку.
Ці відомості перепису 1767 року показують не тільки час заснування Олексіївки. Вони показують, також, як швидко і за рахунок яких місць виросло її населення: за якихось 12 чи 15 років з моменту заснування Олексіївки населення її досягло 324 душі. Ріст населення проходив, переважно, за рахунок втікачів - селян із інших володінь, які шукали «кращих поміщиків», кращих умов життя. Існували закони, за якими втікачів повертали до їх поміщиків. Але ці закони, мабуть, не торкалися Теплова і його економії, адже він був радником гетьмана Розумовського, і ніхто із поміщиків не смів скаржитися на переховування ним утікачів.
Теплівська економія була багата землями, тому її селяни користувалися більшими наділами поміщицької землі, ніж в інших населених пунктах Пирятинщини. За тих же обставин поміщик Долгоруков міг утримувати в економії найбільший в повіті вівчарний завод - 14222 голів тонкорунних овець в 1849 році.
В Олексіївці за переписом населення 1859 року було 653 душі обох статей, користувалися вони поміщицькою землею в розмірі 951,54 десятин. Налічувалося тут 123 господарства, у тому числі: огородників (які мають тільки присадибну ділянку, а польової землі не мають) - 1, піших (які не мають ні коней, ні волів) - 107, тяглих (які їх мають) - 15. А в 1767 році кожне господарство Олексіївки (за винятком 2-х) мало і волів, і коней!
За роки з 1767 до 1859 рр. царський уряд розкозачив Малоросію і «підравняв» українських посполитих до російських кріпаків.
За умов реформи 1861 року на кожну ревізську душу належав бути наділ землі не більший (максимальний наділ землі) 2,75 десятин, мінімальний наділ землі - 0,9 десятин, за даними перепису населення (ревізії) 1859 року в Олексіївці налічувалося 306 душ чоловічої статі - ревізьких душ, за якими і велися всі розрахунки, максимальний розмір надільної землі на всю громаду повинен був складати 841,5 десятин, а селяни користувалися до реформи 951,54 десятин поміщицької землі. Селянам Олексіївки виділялася земля за максимальним розміром наділу, і все ж 110 десятин землі відрізалося від існуючого до реформи наділу (951,54 дес).
Для 10 домогосподарств новоприйдешніх селян поміщик під їх садиби виділив 7,5 десятин землі із Левади Долгорукової, тобто Олексіївка розширялася в сторону Наталівки на 7,5 десятин, у селянський наділ землі включалася вигінна земля в розмірі 55,33 десятин, яка знаходилася в межах села і не обробллася. Мабуть, з часом селяни Олексіївки знайшли спосіб, як більш раціонально використовувать цю землю, тим більше, що земля в межах села викупалася у поміщика за ціною удвічі вищою від ціни польової землі.
Селяни с. Олексіївки, як і мешканці сіл радянської України пережили колективізацію і голодомор 1932- 1933 р.р. 1939 року на трудодні дуже мало видавали хліба, і деякі сім'ї селян, «навчені» голодовкою 1932-1933 р.р., виїздили із села. Селянам, які залишилися на своїх місцях, довелося нелегко «дотягувати» до нового урожаю 1940 р., не всі голови колгоспів могли байдуже дивитися на голодних селян, вимагаючи від них хорошої трудової віддачі.
Одним із таких був голова Олексіївського колгоспу ім. Сталіна П.О. Ульяницький. В обласній газеті «Більшовик Полтавщини» № 196 від 25 серпня 1940 року під рубрикою «В обласній прокуратурі» було надруковано повідомлення: «Голова колгоспу ім. Сталіна Ульяницький маючи 474 центнери намолоченого зерна, державі не здав нічого, а видав авансом по 100 грамів на кожен трудодень. Він буде притягнений до судової відповідальності.»
Не виконавши першої заповіді (здачі хлібопоставки), не можна було й думати, як нагодувати голодних селян. Петро Оврамович Ульяницький проявив мужність і на перше місце поставив боротьбу з голодом, за що і був притягнений до судової відповідальності.
З Німецько-радянської війни 1941-1945 рр. не повернулись 102 сільчани. У період окупації на роботи до Німеччини вивезено 72 душі, розстріляно 6 душ.
В період німецької окупації в с. Олесіївці отаборився фон Данкель, повній владі якого підлягало кілька сіл. Цей німець, мабуть, готувався стати повновладним господарем цих місць на довгі роки, новоявленим поміщиком. Але йому довелось вибратися з України разом з відступаючими німецько-фашистськими військами. Під час їх відступу в селі спалено 37 дворів.
Село Олексіївка до революції належало до Теплівської волості, а з 1919 року належить до Наталівської сільської ради.
Медичні послуги мешканці села до революції і після одержували від Теплівської лікарні, а з відкриттям районної лікарні - користуються її послугами. В селі є фельдшерсько-акушерський пункт.

## Населення

### Мова
Розподіл населення за рідною мовою за даними перепису 2001 року:
| Мова       | Кількість | Відсоток |
| ---------- | --------- | -------- |
| українська | 406       | 98.07%   |
| російська  | 7         | 1.69%    |
| білоруська | 1         | 0.24%    |
| Усього     | 414       | 100%     |

## Економіка
На території села знаходиться Готельний комплекс «Степ».

## Відомі люди
- Бровар Дмитро Пилипович (07. 11. 1925, с. Олексіївка, нині Гребінків. р-ну Полтав. обл.) — журналіст, письменник. Автор істор. нарису «Героїзм і катастрофа» (Лохвиця, 1966), худож.-докум. повістей «На південь від Кракова» (К., 1985), «Слід „Метеора“» (Гадяч, 1995). Книга «Монумент на честь воїнів Південно-Західного фронту» (Х., 1976) витримала 5 видань різними мовами. У доробку Б. — художні нариси, фейлетони, публіцист. статті на моральні теми, гуморист. твори й твори для дітей — повість «Таємниці знала Оржиця» (Гадяч, 2001).
- Горб Станіслав Миколайович (1965) — німецький та український зоолог, фахівець з ентомології, функціональної морфології, біомеханіки та етології, академік Німецької Академії Наук (2011), професор (2008), доктор біологічних наук (2001), очолює відділ функціональної морфології та біомеханіки Кільського університету (Німеччина).